# Natalie Clifford Barney
Natalie Clifford Barney (ur. 31 października 1876 w Dayton, zm. 2 lutego 1972 w Paryżu) – amerykańska poetka, pamiętnikarka i autorka epigramatów. Przez większość życia mieszkała w Paryżu, tam też prowadziła literacki salon. Pochowana na cmentarzu Passy.
Salon Barney mieścił się w jej paryskim domu w Rive Gauche. Istniał przez ponad 60 lat i grupował pisarzy i artystów z całego świata, w tym wiele ważnych postaci literatury francuskiej oraz amerykańskich i brytyjskich modernistów ze straconego pokolenia. Barney działała na rzecz rozwoju literatury pisanej przez kobiety. Założyła nawet Kobiecą Akademię jako odpowiedź na zdominowaną przez mężczyzn Akademię Francuską. Wspierała także i była inspiracją dla wielu pisarzy, od Rémy'ego de Gourmonta do Trumana Capote’a.
Nie ukrywała tego, że jest lesbijką. Już w 1900 r. publikowała miłosne wiersze do kobiet pod swoim własnym nazwiskiem, uważając, że wywołanie skandalu jest najlepszą drogą do pozbycia się uciążliwości. Popierała feminizm, pogaństwo i pacyfizm. Była przeciwniczką monogamii i zawierała wiele równoległych, krótko- i długotrwałych związków, w tym krótkotrwały romans z poetką Renee Vivien i 50-letni związek z malarką Romaine Brooks. Życie i romanse Natalie Barney były inspiracją dla wielu książek, poczynając od bestselleru Sapphic Idyll po Źródło samotności.

## Wczesne lata życia

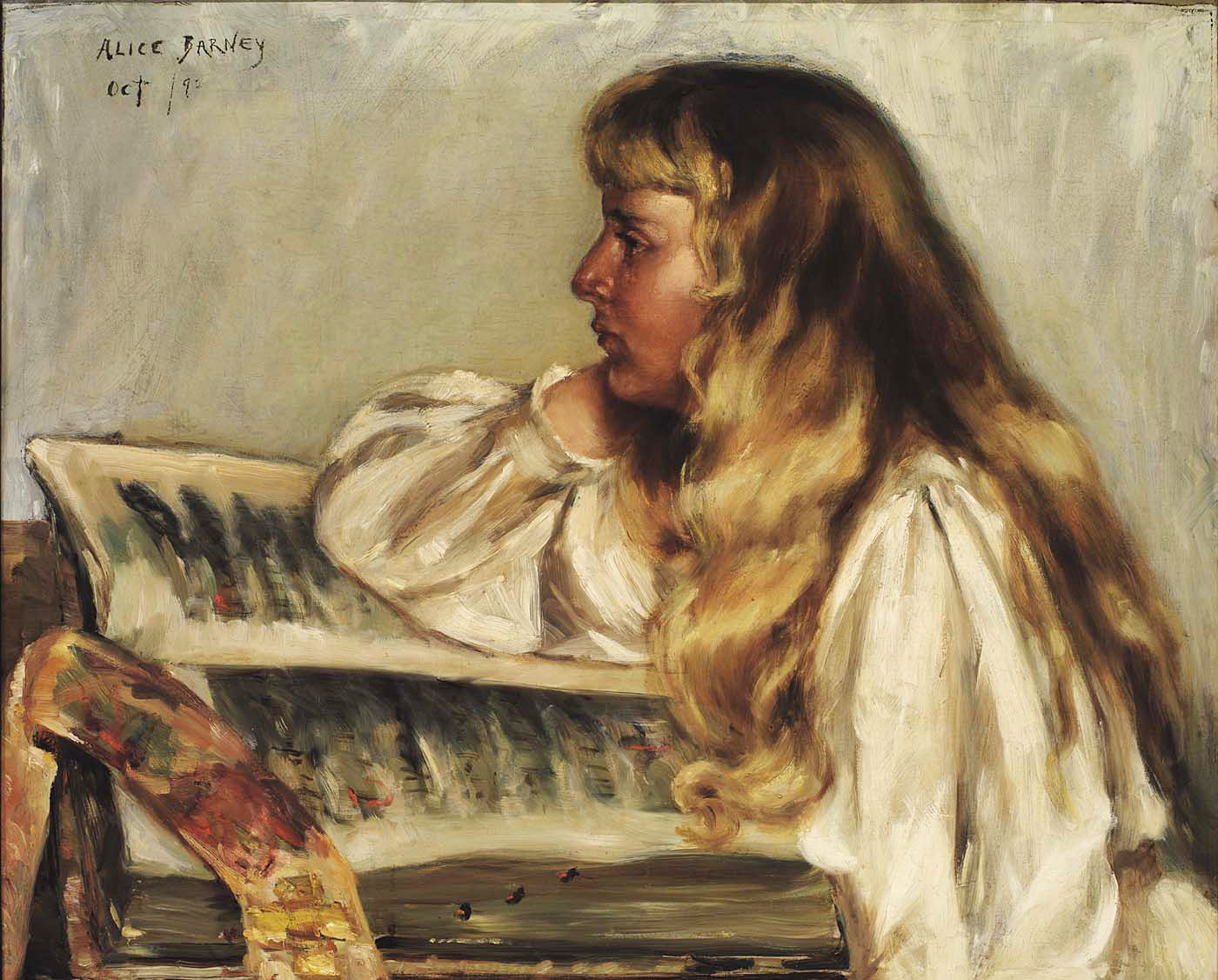
Natalie Barney w wieku ok. 13 lat; obraz jej matki Alice Pike Barney

Natalie Barney była córką Alberta Clifforda Barneya i malarki Alice Pike Barney. Jej ojciec był synem bogatego producenta wagonów kolejowych angielskiego pochodzenia, natomiast w żyłach jej matki płynęła, oprócz amerykańskiej, krew niemiecka, holenderska i francuska. Kiedy Natalie miała 6 lat spędzała wraz z rodziną wakacje w Nowym Jorku. Państwo Barney zatrzymali się w Long Beach Hotel, gdzie przebywał również angielski pisarz Oscar Wilde. Wilde spotkał małą Natalie, kiedy ta uciekała przez grupą chłopców. Wilde wziął ją ze sobą i opowiedział bajkę. Następnego dnia Wilde, Natalie i jej matka wybrali się na plażę, gdzie Wilde przeprowadził z panią Barney rozmowę, która skłoniła matkę Alice do rozpoczęcia studiów plastycznych. Alice Barney studiowała malarstwo pod kierunkiem Carolusa-Durana i Jamesa McNeilla Whistlera. Wiele jej obrazów znajduje się obecnie w Smithsonian American Art Museum.
Podobnie jak wiele dziewcząt w owych czasach Natalie Barney odebrała dość niesystematyczną edukację. Jej zainteresowanie językiem francuskim zaczęło się od czytanych jej przez guwernantkę powieści Juliusza Verne’a w oryginale, aby mała Natalie mogła szybko nauczyć się języka. Później Natalie i jej młodsza siostra Laura uczęszczały do Les Ruches, francuskiej szkoły z internatem założonej przez feministkę Marie Souvestre. Jako osoba dorosła Natalie biegle władała językiem francuskim. Zamieszkała na stałe w Paryżu. Większość jej dorobku literackiego była napisana w języku francuskim.
Kiedy Natalie miała 10 lat przeprowadziła się wraz z rodziną z Ohio do Waszyngtonu. Lato spędzała w Bar Harbor w stanie Maine. Buntownicza i nieszablonowa córka jednego z najbogatszych ludzi w mieście była obiektem zainteresowania waszyngtońskiej prasy. Niedługo po ukończeniu 20 lat znalazła się na czołówkach gazet, kiedy galopowała przez ulice Bar Harbor prowadząc ze sobą drugiego konia, a także siedząc okrakiem, a nie na damskim siodle.

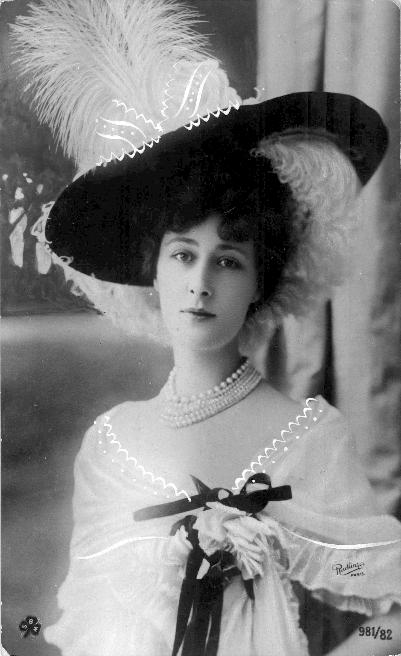
Liane de Pougy

Barney twierdziła później, że już w wieku 12 lat wiedziała, że jest lesbijką oraz że postanowiła żyć otwarcie, niczego nie ukrywając. W 1899 r. w paryskiej sali balowej zauważyła słynną kurtyzanę, Liane de Pougy. Wkrótce Barney zjawiła się w jej rezydencji w stroju pazia, oznajmiając, że jest „paziem miłości” przysłanym przez Safonę. Chociaż de Pougy była jedną z najsłynniejszych kobiet we Francji zawsze otoczoną grupą bogatych i wpływowych adoratorów, oczarowała ją postawa Natalie Barney. Ich krótkotrwały romans stał się podstawą napisanej przez de Pougy roman à clef pt. Idylle Saphique (en. Sapphic Idyll). Opublikowana w 1901 r. książka szybko stała się bestsellerem w Paryżu. W ciągu pierwszego roku od jej wydania wznawiano ją 69 razy. Barney szybko stała się znana jako pierwowzór jednej z bohaterek powieści. W tym czasie jednak romans Barney i de Pougy zakończył się z powodu kłótni jaka wybuchła między nimi, kiedy Barney postanowiła „uratować” de Pougy od życia kurtyzany.
Natalie Barney sama napisała jeden z rozdziałów powieści de Pougy. Chodzi o rozdział opisujący przedstawienie Hamleta, w którym tytułową rolę grała Sarah Bernhardt. W trakcie przerwy Barney (która w powieści występuje jako „Flossie”) porównuje trudną sytuację Hamleta do sytuacji kobiet: Cóż pozostaje dla kobiet, które chcą działać, gdyż bezlitosny Los trzyma je w kajdanach? Los uczynił z nas kobiety w czasach, gdy prawo mężczyzn jest jedynym uznawanym prawem. W tym czasie Barney napisała również Lettres à une Connue (ang. Letters to a Woman I Have Known, pl. Listy do kobiety, którą znałam), powieść epistolarną o romansie z de Pougy. Chociaż powieść nie znalazła wówczas wydawcy, a sama Barney w późniejszych latach określała ją jako „naiwną i niezgrabną”, jest znana z powodu przedstawionego w niej stosunku do homoseksualizmu, który Barney uznawała za całkowicie naturalny i porównywała do albinizmu. Pisała: Mój homoseksualizm nie jest występkiem, nie jest zamierzony i nie krzywdzi nikogo.

## Renee Vivien
W listopadzie 1899 r. Natalie Barney poznała poetkę Pauline Tarn, znaną jako Renee Vivien. Ze strony Vivien była to miłość od pierwszego wejrzenia, natomiast Barney zafascynowała się Renee, kiedy usłyszała jak recytuje ona jeden ze swych wierszy. Związek obu poetek był inspiracją dla ich dalszej twórczości. Barney zapewniała inspirowany feminizmem teoretyczny zarys, w ramach którego Vivien tworzyła swoje wiersze. Obie poetki stosowały w swojej poezji zasady symbolizmu. Używały również konwencji dworskiej miłości do opisywania uczuć między kobietami. Odnajdywały również przykłady kobiet-bohaterów w historii i mitologii. Szczególnie wielki wpływ wywarła na nie postać Safony i ich studia nad językiem greckim, dzięki któremu mogły zapoznać się z oryginalnymi fragmentami jej poezji, które zachowały się do ich czasów. Zarówno Barney jak i Vivien napisały sztuki o życiu Safony.

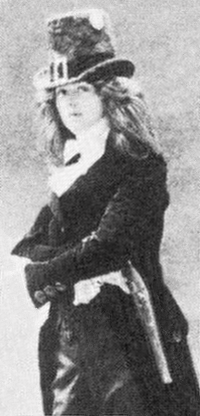
Renee Vivien

Vivien traktowała Barney jako swoją muzę. Jak zauważyła Natalie, znalazła we mnie nową inspirację, prawie nic o mnie nie wiedząc. Barney uważała, że Vivien uznawała ją za femme fatale i chciała zatracić siebie w cierpieniu ze względu na sztukę. Vivien domagała się także od Barney wierności, na co ta ostatnia nie chciała się zgodzić. W 1901 r., kiedy Barney odwiedzała rodzinę w Waszyngtonie, Vivien przestała odpowiadać na jej listy. Barney starała się odzyskać uczucia Vivien przez kilka następnych lat. Pewnego razu przekonała swoją przyjaciółkę, śpiewaczkę operową Emmę Valvé, aby ta zaśpiewała pod oknem Vivien i aby Barney mogła wrzucić do pokoju ukochanej bukiet kwiatów z wierszem. Plan się powiódł, ale kwiaty i wiersz zostały rychło zwrócone Natalie.
W 1904 r. Barne napisała Je Me Souviens (ang. I Remember, pl. Pamiętam), osobisty poemat prozą opowiadający o związku z Vivien. Barney przesłała Renee ręcznie napisaną kopię poematu. Wkrótce obie poetki pogodziły się i wspólnie wybrały się do wyspę Lesbos, gdzie przebywały przez pewien czas. Planowały wówczas otworzenie szkoły poezji dla kobiet, na wzór tej jaką miała prowadzić Safona 2500 lat wcześniej. Wkrótce jednak Vivien otrzymała list od swojej kochanki Hélène, baronowej de Zuylen de Neyvelt, i wyjechała do Stambułu. Planowała spotkać się wkrótce z Barney w Paryżu, ale ostatecznie pozostała w Turcji z baronową. To rozstanie Vivien i Barney było już ostateczne.
Wkrótce stan zdrowia Vivien gwałtownie się pogorszył. Jej przyjaciółka i sąsiadka, Sidonie-Gabrielle Colette, pisała, że Vivien prawie nic nie jadła, za to dużo piła. Dochodziło nawet do tego, że płukała usta perfumami, aby ukryć zapach alkoholu. Vivien była również uzależniona od wodzianu chloralu. W 1908 r. próbowała popełnić samobójstwo nadużywając laudanum. Zmarła rok później. W spisanych 50 lat później pamiętnikach Barney napisała: Ona nie mogła być uratowana. Jej życie było długim samobójstwem. Wszystko czego dotknęła zamieniało się w pył i popiół.

## Poezja i dramaty
W 1900 r. Barney opublikowała swoją pierwszą książkę. Był to zbiór wierszy zatytułowany Quelques Portraits-Sonnets de Femmes. Wiersze były napisane w tradycyjnym stylu. Były one opisywane jako „dzieło czeladnika”, ale w chwili publikacji Barney stała się pierwszą poetką od czasów Safony, która pod własnym nazwiskiem opublikowała wiersze miłosne do innej kobiety. Jej matka wykonała kilka pastelowych ilustracji do tego tomiku, całkowicie nie zdając sobie sprawy, że trzy z czterech kobiet, które pozowały jej do ilustracji były kochankami jej córki.
Recenzje tomiku był generalnie pozytywne i tuszowały lesbijskie wątki w poezji Barney. Niektórzy recenzenci interpretowali je na opak. W recenzji, która ukazała się w Washington Mirror napisano, że Barney napisała ody do męskich warg i oczu, w żadnym razie nie jak nowicjuszka. Jednak inna gazeta zatytułowała swoją recenzję „Pieśni Safony w Waszyngtonie”. Recenzję tę przeczytał ojciec Natalie, który następnie wykupił i zniszczył pozostałe egzemplarze poezji córki będące jeszcze w sprzedaży oraz maszyny drukarskie przygotowane do druku następnych egzemplarzy.

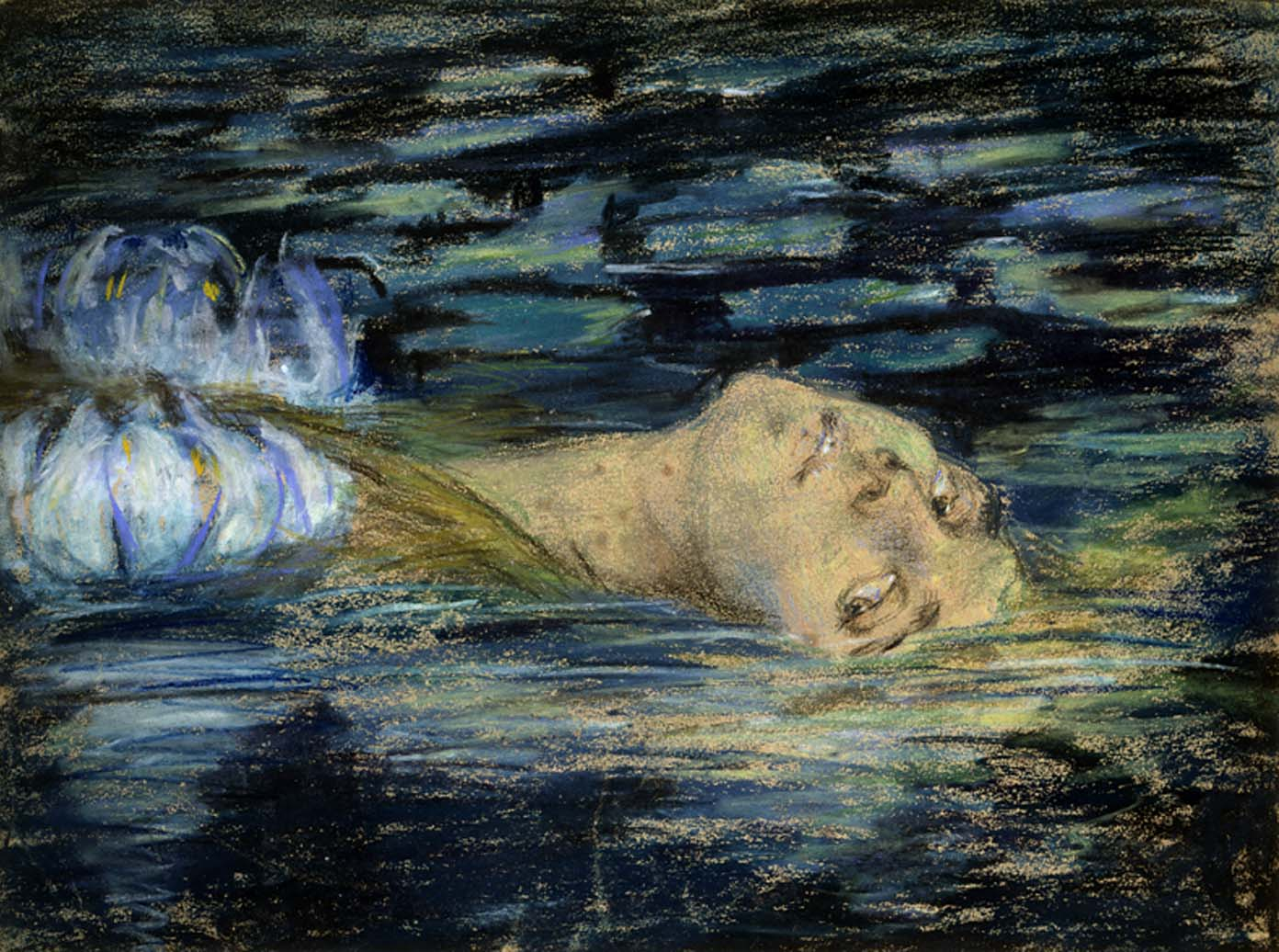
Waterlily, portret kuzynki Natalie, Ellen Goin, który został umieszczony w Quelques Portraits-Sonnets de Femmes

Aby uniknąć podobnej reakcji ze strony ojca, Natalie wydała swój następny tomik, Cinq Petits Dialogues Grecs (1901), pod pseudonimem Tryphé. Imię to pochodziło z prac Pierre’a Louÿsa, który pomógł redagować i korygować manuskrypt. Barney zadedykowała mu ten tomik. Pierwszy dialog rozgrywa się w starożytnej Grecji i obejmuje długi opis Safony, która jest bardziej wierna w swojej niestałości, niż inni w ich wierności. Inny dowodzi wyższości pogaństwa nad chrześcijaństwem. W 1902 r. zmarł ojciec poetki, pozostawiając jej pokaźną fortunę. Od tamtego czasu Barney nigdy już nie publikowała swoich prac pod pseudonimami.
Kolejka książka Barney, Je Me Souviens, została opublikowana w 1910 r., po śmierci Renee Vivien. W tym samym roku Barney opublikowała Actes et Entr'actes, zbiór krótkich sztuk i wierszy. Jedna z tych sztuk, zatytułowana Equivoque, przedstawiała rewizjonistyczną wersję legendy o śmierci Safony. Według niej Safona rzuciła się do morza nie z powodu swojej miłości do żeglarza Phaona, ale z powodu tego, że Phaon poślubił kobietę, którą kochała poetka. Sztuka zawiera fragmenty poematów Safony, z przypisami dodanymi przez Barney.
Barney nigdy nie traktowała swojej poezji tak poważnie jak Renee Vivien. Mawiała, że gdybym miała jakąś ambicję, byłoby to wprowadzenie mojego życia do poezji. Jej dramaty były wystawiane tylko przez amatorów w jej ogrodzie. Według Karly Jay, dramaty Barney były pozbawione logicznej akcji i mogłyby wprawiać w zakłopotanie nawet najprzyjaźniej nastawioną widownię. Po 1910 r. Barney pisała głównie epigramaty i wspomnienia, i to z ich względu jest najbardziej znana. Jej ostatni tomik poezji nosił tytuł Poems & Poemes: Autres Alliances, i został wydany w 1920 r. Składały się nań wiersze zarówno w języku francuskim, jak również w angielskim. Barney poprosiła Ezrę Pounda aby zredagował jej wiersze, ale później zignorowała jego postulaty.

## Salon
Przez ponad 60 lat Barney prowadziła literacki salon w Paryżu, w którym co tydzień spotykano się w celu dyskutowania o literaturze, sztuce, muzyce oraz o wielu innych kwestiach. Barney starała się nagradzać prace kobiet, ale gościła także wielu najważniejszych literatów płci męskiej. W jej salonie spotykali się moderniści-emigranci oraz członkowie Akademii Francuskiej. Joan Schenkar opisywała salon jako miejsce, gdzie lesbijskie schadzki mogły współistnieć z akademikami w duchu wesołości, wzajemnych oddziaływań oraz poznawczych rozdźwięków.
Na początku XX w. Barney założyła zalążek salonu w swoim domu w Neuilly-sur-Seine. Czytano tam poezje oraz organizowano amatorskie przedstawienie. Pewnego razu u Barney zatańczyła także Mata Hari.

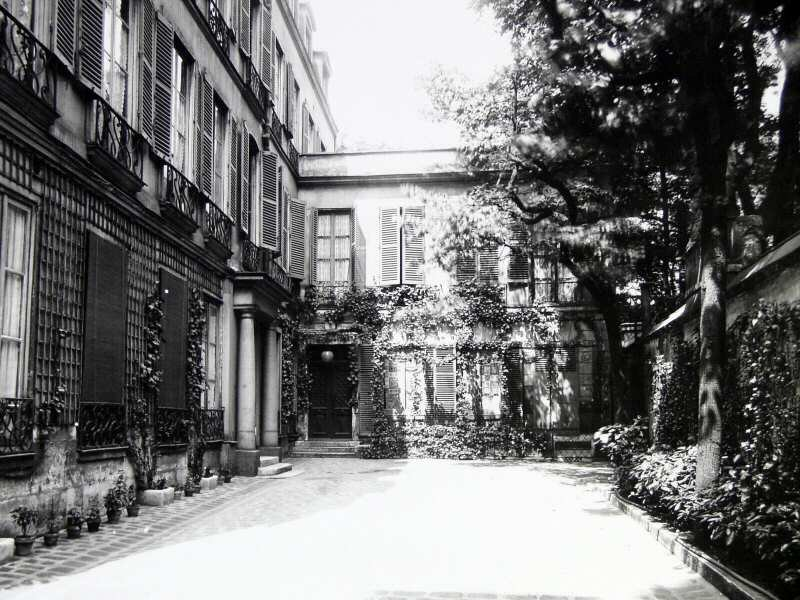
Pawilon przy Rue Jacob nr 20

Wystawienie sztuki Equivoque mogło zmusić Barney do opuszczenia Neuilly w 1909 r. Według ówczesnej gazety właściciel posiadłości zabronił Barney wystawiać na zewnątrz sztuki o Safonie. Barney przeniosła się do Paryża, gdzie wynajęła pawilon przy Rue Jacob nr 20. Tam założyła swój salon, który istniał do późnych lat 60. Pawilon był dwukondygnacyjny. Niedaleko znajdował się zarośnięty ogród z dorycką „Świątynią Przyjaźni”. W początkowym okresie częstymi gośćmi salonu byli Pierre Louÿs, Paul Claudel, Philippe Berthelot oraz Joseph Charles Mardrus.
W okresie I wojny światowej salon stał się miejscem spotkań przeciwników wojny. Henri Barbusse przeczytał tam swoją antywojenną powieść Under Fire. Barney zorganizowała przy Rue Jacob Kobiecy Kongres dla Pokoju. W czasie wojny salon odwiedzali Oscar Milosz, Auguste Rodin oraz poeta Alan Seeger, który był wówczas na przepustce z Legii Cudzoziemskiej (zginął na froncie w 1916 r.).

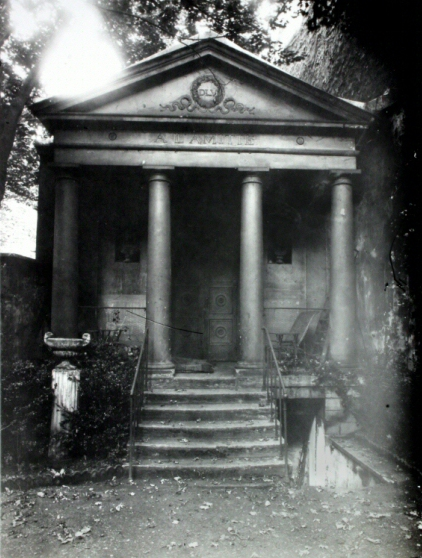
Świątynia Przyjaźni

Na początku lat 20. Barney zaprzyjaźniła się z Ezrą Poundem, który stał się częstym gościem salonu. Oboje wspierali poetów, Paula Valéry’ego i T.S. Eliota, aby ci mogli zrezygnować z pracy i poświęcić się pisarstwu. Jednak Valéry znalazł sobie innych patronów, a Eliot odmówił przyjęcia pomocy. Pound przedstawił Barney awangardowemu kompozytorowi George Antheil. Chociaż Barney preferowała muzykę klasyczną, uczestniczyła w premierowych wykonaniach utworów Antheila Symphony for Five Instruments oraz First String Quartet przy Rue Jacob. To w salonie Barney Ezra Pound poznał swoją wieloletnią kochankę Oldgę Rudge.
W 1927 r. Barney powołała Académie des Femmes (Kobiecą Akademią) dla uhonorowania kobiet-pisarzy. Była to odpowiedź na Akademię Francuską i jej 40 „nieśmiertelnych”, wśród których nie było wówczas żadnej kobiety. Kobieca Akademia nie była formalną organizacją. Jej członkinie spotykały się w każdy piątek na spotkaniach salonu. Członkostwem Akademii wyróżniono m.in. Colette, Gertrude Stein, Annę Wickham, Richilde, Lucie Delarue-Mardrus, Minę Loy, Djunę Barnes oraz pośmiertnie Renee Vivien.
Wśród innych gości salonu w latach 20. znajdowali się francuscy literaci André Gide, Anatole France, Max Jacob, Louis Aragon oraz Jean Cocteau, literaci anglojęzyczni Ford Madox Ford, William Somerset Maugham, Francis Scott Fitzgerald, Sinclair Lewis, Sherwood Anderson, Thornton Wilder, T.S. Eliot oraz William Carlos Williams, a ponadto niemiecki poeta Rainer Maria Rilke, poeta bengalski Rabindranath Tagore, dziennikarki Janet Flanner i Nancy Cunard, wydawcy Caresse i Harry Crosby, kolekcjonerka sztuki Peggy Guggenheim, Sylvia Beach, malarki Tamara Łempicka i Marie Laurencin oraz tancerka Isadora Duncan.
Ernest Hemingway nigdy nie odwiedził salonu Natalie Barney. James Joyce pojawił się tam kilka razy, ale nie przywiązywał do tych wizyt dużej wagi. Marcel Proust nigdy nie uczestniczył w piątkowych spotkaniach. Rue Jacob 20 odwiedził tylko raz, aby podyskutować z Barney o kulturze lesbijskiej, podczas swoich przygotowań do napisania W poszukiwaniu straconego czasu. Z powodu złego stanu zdrowia Prousta wizyta ta była kilkukrotnie przekładana, a gdy w końcu doszła do skutku pisarz był tak zdenerwowany, że nie zdołał poruszyć interesującego go tematu.

## Epigramaty i powieści

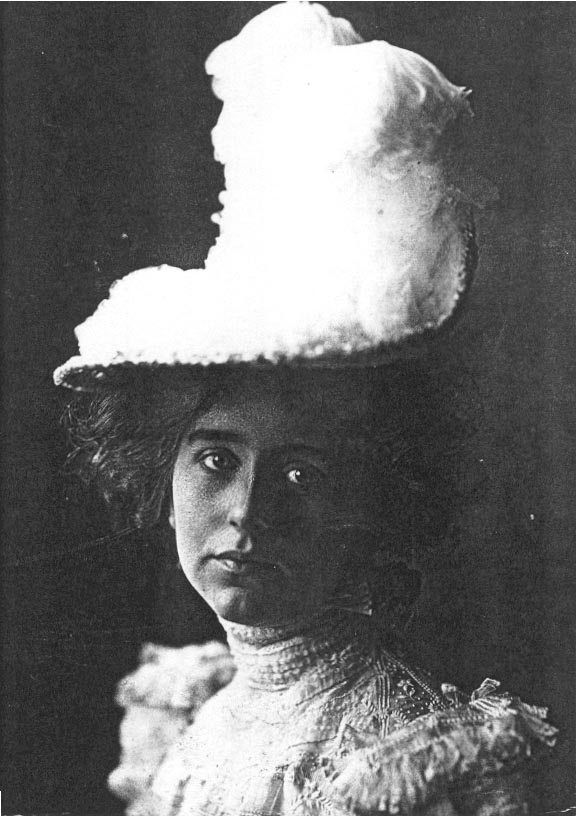
Natalie Barney w 1892 r.

W 1910 r. Barney opublikowała Èparpillements, pierwszy zbiór epigramatów i bon motów. Kariera literacka Barney nabrała rozpędu, kiedy autorka wysłała kopię Èparpillements Rémy'emu de Gourmont, poecie, krytykowi i filozofowi, który stał się samotnikiem, kiedy w wieku ok. 30 lat oszpeciła go gruźlica. De Gourmont był pod takim wrażeniem epigramatów Barney, że zaprosił ją do swojego domu. Barney wywarła wielki wpływ na Gourmonta pod koniec jego życia. Wieczorami zabierała go na przejażdżki samochodem, kolacje przy Rue Jacob, bale maskowe, a raz na spacer nad Sekwaną. De Gourmont zamienił ich rozmowy na listy, które opublikował jako „Listy do Amazonki” (Lettres à l'Amazone). Przydomek „Amazonki” towarzyszył Barney do końca życia. Nawet na jej grobie napisano Amazonka Rémy'ego de Gourmonta.
W 1920 r. Barney opublikowała Pensées d'une Amazone, w której po raz pierwszy jawnie określiła swojego poglądy polityczne. W pierwszym rozdziale, zatytułowany „Seksualnie niepowodzenia, wojna i feminizm”, przedstawiła feministyczny i pacyfistyczny punkt widzenia, nazywając wojnę przymusowym i zbiorowym samobójstwem zorganizowanym przez mężczyznę. Poglądy autorki wyrażone są w formie krótkich epigramatów. W kolejnym rozdziale, „Nieporozumienie albo proces Safony”, Barney zgromadziła historyczne teksty dotyczące homoseksualizmu opatrzone jej własnym komentarzem. Poruszyła również tematy alkoholizmu, przyjaźni, starości i literatury, pisząc, że powieści są dłuższe niż życie oraz Romantyzm jest dziecięcą dolegliwością – ci który przeżyli to jako dzieci są teraz wytrzymalsi. W 1939 r. ukazała się kontynuacja tej pracy, pt. Nouvelles Pensées de l'Amazone.
The One Who is Legion, or A.D.'s After-Life, wydana w 1930 r., jest jedyną książką Barney napisaną po angielsku, jak również jej jedyną powieścią. Ilustrowana przez Romaine Brooks opowiada o samobójcy, A.D., który zostaje przywrócony do życia jako hermafrodyta i czyta książkę o jego własnym życiu. Ta książka, The Love-Lives of A.D., jest zbiorem hymnów, wierszy i epigramatów.

## Główne związki
Natalie Barney była zwolenniką poliamorii. Już w Cinq Petits Dialogues Grecs wypowiadała się na korzyść wielosobowych związków oraz przeciwko zazdrości. Sama praktykując poliamorię zachęcała również swoje kochanki, aby zrezygnowały z monogamii.
Barney posiadała wiele kochanek. Pewnego razu stworzyła listę w której podzieliła je na trzy kategorie: romanse (liaisons), półromanse (demi-liaisons) i przygody (adventures). Colette była półromansem, projektantka mebli Eyre da Lanux została określona jako przygoda. Jako romanse (czyli związki, które Barney uważała za ważne) znalazły się Olive Custance, Renee Vivien, Elisabeth de Gramont, Romaine Brooks oraz Dolly Wilde. Najdłużej utrzymywały się związku Barney z de Gramont, Brooks oraz Wilde. Od 1927 r. te trzy romanse trwały równocześnie i stan taki utrzymał się aż do śmierci Dolly Wilde. Krótsze romanse Barney, np. z Colette lub Lucie Delarue-Mardrus, często przekształcały się w dożywotnie przyjaźnie.

### Elisabeth de Gramont

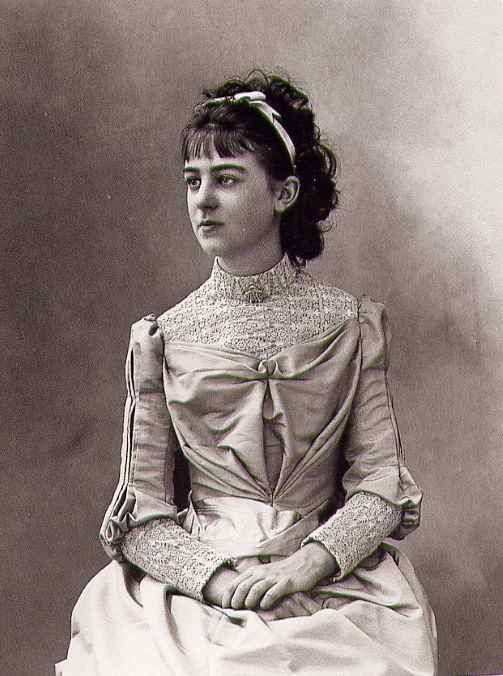
Elisabeth de Gramont in 1889 r.

Elisabeth de Gramont, księżna de Clermont-Tonnerre, była pisarką najbardziej znaną ze swoich pamiętników. Potomkini króla Henryka IV dorastała wśród arystokracji. Na świat wyższych sfer patrzyła z pewnym ubolewaniem. Stała się znana jako „czerwona księżna” z powodu swojego poparcia dla socjalizmu. Była zamężna i miała dwójkę dzieci, kiedy w 1910 r. poznała Natalie Barney. Mąż Elisabeth znany był z gwałtownego charakteru. Małżonkowie wkrótce znaleźli się separacji. W 1918 r. de Gramont i Barney napisały kontrakt małżeński, w którym znalazł się zapis: żaden związek nie będzie tak silny jak ten.
De Gramont zaakpcepowała poliamorię Barney i również nawiązała kilka romansów. Kiedy zapraszała Barney na wakacje na wieś, zawsze zapraszała również Romaine Brooks. Związek Barney i de Gramont przetrwał do śmierci tej ostatniej w 1954 r.

### Romaine Brooks
Najdłuższym związkiem w jakim pozostawała Barney był romans z amerykańską malarką Romaine Brooks, którą pozostała ok. 1914 r. W latach 20. Brooks namalowała portrety wielu członków salonu Barney, w tym samą Natalie oraz Elisabeth de Gramont.
Brooks tolerowała większość romansów Barney, sama również posiadała kilka kochanek. Czasami jednak stawała się zazdrosna, kiedy Barney zbytnio przywiązywała się do nowej kochanki. Zwykle w takich sytuacjach Brooks wyjeżdżała z miasta, ale pewnego razu postawiła Barney ultimatum, aby dokonała wyboru między nią a Dolly Wilde. Mimo bliskiego związku z Barney, Brooks nie chciała mieszkać z nią pod jednym dachem. Nie lubiła Paryża, ani przyjaciół kochanki. Wolała przebywać w samotności. Aby zadośćuczynić potrzebom Brooks, Barney wybuchowała letni domek składający się z dwóch skrzydeł połączonych jadalnią, który nazwały Villa Trait d'Union. Brooks spędzała wiele czasu we Włoszech lub podróżując po Europie. Związek Barney i Brooks przetrwał przeszło 50 lat.

### Dolly Wilde
Dolly Wilde była bratanicą Oscara Wilde’a i ostatnią z rodziny, która nosiła to nazwisko. Była znana ze swoich epigramatów, ale nigdy nie opublikowała żadnej ze swoich prac. Pracowała również jako tłumaczka. Natalie Barney poznała w 1927 r.
Podobnie jak Vivien, Wilde miała skłonność do samodestrukcji. Dużo piła, była uzależniona od heroiny, kilkukrotnie usiłowała popełnić samobójstwo. Barney sfinansowała jej detoks, ale terapia nie odniosła skutku. Uzależniła się natomiast od paraldehydu.
W 1939 r. zdiagnozowano u niej raka piersi. Odmówiła poddania się operacji i poszukiwała alternatywnych metod leczenia. W 1940 r. została rozdzielona z Barney, kiedy wojska niemieckie wkroczyły do Francji. Wilde uciekła do Anglii, natomiast Barney i Brooks udały się do Włoch. Dolly Wilde zmarła w 1941 r. Przyczyna jej śmierci nie jest do końca jasna. Możliwe, że spowodowało ją przedawkowanie paraldehydu.

## II wojna światowa i lata powojenne
Postawa Natalie Barney w okresie II wojny światowej wzbudza kontrowersje. W 1937 r. lady Una Troubridge skarżyła się, że Barney wygłasza wiele nieprzemyślanych nonsensów o tyranii faszyzmu. Barney miała w sobie krew żydowską, po rodzinie ze strony matki. Wojnę spędziła we Włoszech, ryzykując deportację do obozu koncentracyjnego. Barney uniknęła tego losy, dzięki przesłanemu przez siostrę zaświadczeniu o bierzmowaniu. Mimo tego Barney uwierzyła propagandzie państw Osi, która przedstawiała aliantów jako agresorów. Ponieważ Barney była pacyfistką, w jej nieopublikowanych pamiętnikach z okresu wojny spisała treści profaszystowskie i antysemickie, cytując mowy Hitlera z pewną dozą aprobaty.
Istnieje możliwość, że antysemickie treści w jej pamiętniku miały służyć jako dowód, że nie jest Żydówką, albo że zostały zainspirowane przez antysemickie wywowiedzi radiowie Ezry Pounda. Niezależnie od przyczyn zapisywania antysemickich treści, Barney pomogła podczas wojny żydowskiej parze opuścić Włochy, ułatwiając im dostanie się na amerykański statek. Pod koniec wojny Barney ponownie zmieniła poglądy – tym razem uznała aliantów za wyzwolicieli.
Villa Trait d'Union została zniszczona podczas bombardowań. Po wojnie Brooks odmówiła zamieszkania z Barney w Paryżu. Pozostała we Włoszech, ale często widywała się z Natalie. Ich związek pozostał monogamiczny do połowy lat 50., kiedy Barney spotkała swoją ostatnią miłość, Janine Lahovary, żonę byłego rumuńskiego ambasadora. Lahovary zyskała przyjaźń Brooks, a Barney udzieliła jej zapewnienia, że ich związek zawsze pozostanie na pierwszym miejscu.

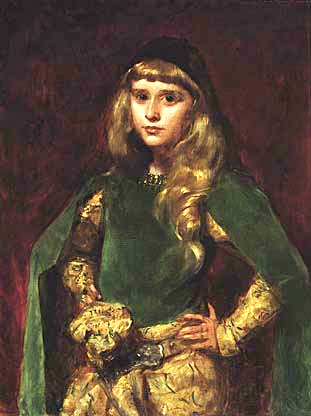
Portret Natalie Barney w wieku 10 lat, pędzla Carolusa-Durana wisiał na ścianie jej salonu przy Rue Jacob 20

W 1949 r. Barney ponownie otworzyła salon, w którym zebrało się wielu pisarzy młodego pokolenia. Przez 10 lat regularnym bywalcem salonu był Truman Capote, który zapamiętał jak Barney przedstawiła go wielu osobom, które były pierwowzorami postaci z książki Prousta W poszukiwaniu straconego czasu. Alice B. Toklas stała się regularnym gościem po śmierci Gertrude Stein w 1946 r. W latach 60. w salonie bywały Mary McCarthy oraz Marguerite Yourcenar, która w 1980 r., 8 lat po śmierci Barney, została pierwszą kobietą, którą uhonorowano miejscem w Akademii Francuskiej.
Barney nie wróciła już do pisania epigramatów. Opublikowała natomiast 2 tomy swoich wspomnień zatytułowane Souvenirs Indiscrets (1960) oraz Traits et Portraits (1963). Pomagała również znaleźć wydawcę wspomnień Romaine Brooks oraz pomagała sprzedawać jej obrazy do galerii.
Pod koniec lat 60. Brooks coraz bardziej odsuwała się od innych i popadała w coraz większą depresję. Odmówiła spotkania z lekarzami, których przysłała jej Barney. W ostatnich latach życia stawała się nieprzyjemna, kiedy w pobliżu przebywała pani Lahovary, gdyż miała nadzieje spędzić te lata sam na sam z Barney. W końcu Brooks zerwała kontakty z Natalie. Barney wciąż pisała do niej listy, ale pozostawały one bez odpowiedzi. Brooks zmarła w grudniu 1970 r., Natalie Barney 2 lutego 1972 r. na niewydolność serca.

## Dziedzictwo
Pod koniec życia Barney jej prace popadły przeważnie w zapomnienie. W 1979 r. Judy Chicago umieściła ją na swoim The Dinner Party. W latach 80. jej twórczość doczekała się uznania w kręgach feministycznych. W 1992 r. ukazały się angielskie tłuczamczenie niektórych jej pamiętników, esejów i epigramatów.
Jej pośredni wpływ na literaturę, wywierany poprzez salon i znajomości, daje się zauważyć w dziełach wielu twórców, który odnosili się do niej lub tworzyli na jej wzór postaci w swoich książkach. W Claudine S'en Va autorstwa Colette Barney pojawia się jako „Miss Flossie”. Pod tym samym imieniem pojawiała się w Idylle Saphique. Renee Vivien napisała o niej wiele wierszy, jak również powieść symbolistyczną Une Femme M'Apparut. Rémy de Gourmont adresował do niej swoje Listy do Amazonki. Truman Capote wspomniał o niej w swojej ostatniej, niedokończonej powieści Answered Prayers. Postać Barney pojawia się również w powieściach Francesco Rapazziniego Un Soir chez l'Amazone, opisującej salon Natalie Barney, oraz Minimax Anny Livii, która przedstawia Barney i Renee Vivien jako wciąż żyjące wampiry.
Według Lillian Faderman Prawdopodobnie nie ma takiej lesbijki, która w ciągu czterech dekad, pomiędzy 1928 r. a końcem lat 60., umiejącej czytać w języku angielskim lub w każdym z jedenastu języków na które książkę przetłumaczono, która nie znałaby „Źródła Samotności”. Chociaż autorka książki, Radclyffe Hall, uważała to za argument na rzecz większej tolerancji dla „inwersji seksualnej”, powieść jest często krytykowana przez środowiska lesbijskie za przedstawienie bohaterów, który nienawidzą samych siebie, oraz nadużywanie słów „anomalia” i „pomyłka natury”. Na postaci Barney wzorowana jest postać gospodyni salonu, Valérie Seymour, która jest także symbolem odmiennej postawy. Valérie, łagodna i pewna siebie, tworzyła atmosferę odwagi; wszyscy czuli się w jej towarzystwie normalni o dzielni.
Lucie Delarue-Mardrus na początku stulecia pisała miłosne wiersze do Barney, a w 1930 r. opisała ją w powieści L'Ange et les Pervers. Barney jest pierwowzorem postacie Laurette Wells, gospodyni salonu, która przez prawie całą powieść próbuje odzyskać dawną ukochaną, której postać jest luźno oparta na Renee Vivien. Autorka jest krytyczna wobec postaci Wells, ale jednocześnie Laurette jest jedyną postacią której towarzystwo lubi Marion, główna bohaterka powieści.
Rosyjska poetka Marina Cwietajewa, po spotkaniu z Barney w latach 30., napisała w 1934 r. wiersz List do Amazonki, w którym przedstawiła swoje sprzeczne odczucia wobec miłości między kobietami.
O Barney oraz otaczających ją kobietach traktuje książka Djuny Barnes Ladies Almanack, powieść z kluczem. Na Natalie Barney wzorowana jest postać damy Evangeline Musset Nieprzyzwoity język, zjadliwy humor oraz niejednoznaczność Ladies Almanack stały się powodem dyskusji wśród krytyków, czy powieść jest uczuciową satyrą czy gorzkim atakiem. Mimo tych wątpliwości Barney lubiła tę powieść i czytała ją wielokrotnie w ciągu swojego życia.

## Publikacje

### Prace w języku francuskim
- Quelques Portraits-Sonnets de Femmes (Ollendorf, Paryż, 1900)
- Cinq Petits Dialogues Grecs (La Plume, Paryż, 1901, jako „Tryphé”)
- Actes et entr'actes (Sansot, Paryż, 1910)
- Je me souviens (Sansot, Paryż, 1910)
- Eparpillements (Sansot, Paryż, 1910)
- Pensées d'une Amazone (Emile Paul, Paryż, 1920)
- Aventures de l'Esprit (Emile Paul, Paryż, 1929)
- Nouvelles Pensées de l'Amazone (Mercure de France, Paryż, 1939)
- Souvenirs Indiscrets (Flammarion, Paryż, 1960)
- Traits et Portraits (Mercure de France, Paryż, 1963)

### Prace w języku angielskim
- Poems & Poèmes: Autres Alliances (Doran, Nowy Jork, 1920)
- The One Who Is Legion (Eric Partridge, Ltd., Londyn, 1930)

### Książki o Natalie Barney
- Karla Jay, The Amazon and the age, Indiana University Press, Bloomington, 1988, ISBN 0-253-20476-3
- Suzanne Rodriguez, Wild Heart: A Life: Natalie Clifford Barney and the Decadence of Literary Paris, Harper Collins, Nowy Jork, ISBN 0-06-093780-7
- Diana Souhami, Wild Girls: Paris Sappho, and Art: The Lives and Loves of Natalie Barney and Romaine Brooks, St. Martin's Press, Nowy Jork, 2005, ISBN 0-312-34324-8
- George Wickes, The Amazon of Letters, Putnam, Nowy Jork, 1976, ISBN 0-399-11864-0

### Pozostałe źródła
- Biografia Alice Pike Barney na stronach Smithsonian American Art Museum
- Djuna Barnes, Ladies Almanack, New York University Press, Nowy Jork, 1992, ISBN 0-8147-1180-4
- Natalie Clifford Barney, Adventures of the Mind, New York University Press, Nowy Jork, 1992, ISBN 0-8147-1178-2
- Natalie Clifford Barney, A Perilous Advantage: The Best of Natalie Clifford Barney, Anna Livia, Norwich: New Victoria Publishers Inc, 1992, ISBN 0-934678-38-3, OCLC 25675501. Brak numerów stron w książce
- Shari Benstock, Women of the Left Bank: Paris 1900-1940, University of Texas Press, 1986, ISBN 0-292-79040-6
- Katarina Bonnevier, Behind Straight Curtains: towards a queer feminist theory of architecture, Axl Books, Sztokholm, 2007, ISBN 978-91-975901-6-7
- Terry Castle, The Literature of Lesbianism, Columbia University Press, Nowy Jork, 2003, ISBN 0-231-12510-0
- Colette, The Pure and the Impure, New York Review of Books, Nowy Jork, 2000, ISBN 0-940322-48-X
- John J Conley, The Suspicion of Virtue: Women Philisophers in Neoclassical France, Ithaca: Cornell University Press, 2002, ISBN 0-8014-4020-3, OCLC 49663843. Brak numerów stron w książce
- Anne Conover, Olga Rudge and Ezra Pound: „What Thou Lovest Well...”, Yale University Press, Hew Haven & London, 2001, ISBN 0-300-08703-9
- Lucie Delarue-Mardus, The Angel and the Perverts, New York University Press, Nowy Jork, 1995, ISBN 0-8147-5098-2
- Marc Denkinger, Remy de Gourmont Critique, PMLA nr 52, grudzień 1937
- Lillian Faderman, Surpassing the Love of Men, William Morrow & Co., Nowy Jork, 1981, ISBN 0-688-00396-6
- Janet Flanner, Paris was Yesterday: 1925-1939, Penguin, Nowy Jork, 1979, ISBN 0-14-005068-X
- Radclyffe Hall, The Well of Lneliness, Avon, Nowy Jork, 1981, ISBN 0-380-54247-1
- Susan Haskell, Zora Martin Felton, Record Unit 7473, Alice Pike Barney Papers, circa 1889–1995
- Sherrie A. Inness, Novel: Lesbian
- Jean L. Kling, Alice Pike Barney: Her Life and Art, Smithsonian Institution Press, Waszyngton, 1994, ISBN 1-56098-344-2
- Anna Livia, Introduction: Lucie Delarue-Mardrus and the Phrenetic Harlequinade, w: Delarue-Mardrus, 1–60, 1995
- Anna Livia, The Trouble with Heroines: Natalie Clifford Barney and Anti-Semitism, w: Barney, A Perilous Advantage, 181–193, 1992
- Ray Anne Lockhard, Romaine Brooks
- Heather Love, Hard Times and Heartaches: Radclyffe Hall's „The Well of Loneliness”, Journal of Lesbian Studies nr 4, lato 2000
- Francesco Rapazzini, Elisabeth de Gramont, Natalie Barney's „eternal mate”, South Central Review, nr 22
- Joan Schenkar, Truly Wilde: The Unsettling Story of Dolly Wilde, Oscar's Unusual Niece, Basic Books, Nowy Jork, 2000, ISBN 0-465-08772-8
- Meryle Secrest, Between Me and Life: A Biography of Romaine Brooks, Doubleday, Garden City, 1974, ISBN 0-385-03469-5
- Diana Souhami, The Trials of Radclyffe Hall, Doubleday, Nowy Jork, 1999, ISBN 0-385-48941-2
- Catherine R. Stimpson, Zero Degree Deviancy: The Lesbian Novel in English, Critical Inquiry, nr 8, zima 1981
- Andrea Weiss, Paris Was a Woman: Portaits From the Left Bank, Harper San Francisco, 1995, ISBN 0-06-251313-3